# Bob Hawke
Robert James Lee "Bob" Hawke (Bordertown (Zuid-Australië), 9 december 1929 - Sydney, 16 mei 2019) was een Australisch politicus. Hij was de 23e premier van Australië.

## Levensloop

### Jeugd
Hawke groeide op als zoon van een predikant. Zijn oom was van 1953 tot 1959 premier van de staat Western Australia. Hawke studeerde aan de Universiteit van Western Australia en behaalde daar een Bachelor of Arts en een Bachelor of Laws. In 1953 kreeg hij een Rhodesbeurs met als doel aan de  Universiteit van Oxford nog eens een Bachelor of Arts, nu  in de Filosofie, Politicologie en Economie, te behalen. Veel van de lesstof kwam echter overeen met wat hij al in Australië geleerd had en hij besloot voor een  Bachelor of Letters  te gaan. Dat lukte hem inderdaad en in januari 1956 keerde hij terug naar zijn vaderland.
Tijdens zijn studententijd wist hij een opmerkelijk record te breken, namelijk het wereldrecord sneldrinken. In 11 seconden dronk hij een yard of ale van 1,4 liter naar binnen.

### Vakbondsperiode
Na terugkeer in Australië in 1956 kreeg Hawke een baan aangeboden bij de Australian Council of Trade Unions. Daar was hij mede verantwoordelijk voor het vaststellen van de jaarlijkse salariseisen en bekleedde die functie met succes. In 1960 stelde hij zich verkiesbaar voor het voorzitterschap van de ACTU, hoewel hij nog nooit een bestuurlijke functie had vervuld. Met een klein verschil werd hij gekozen als voorzitter.
Hoewel Hawke al sinds zijn 18e lid was van de Labor-partij liet hij weten dat "socialist geen woord is dat ik zou gebruiken om mezelf te omschrijven". Als voorzitter was hij vooral pragmaticus. De vakbondsvoorzitter was tegen de Australische deelname aan de Vietnamoorlog, maar voor een sterke band met de Verenigde Staten. Ook voelde hij zich nauw verbonden met het lot van Israël en de joodse refusenik in de Sovjet-Unie. Dit ging zelfs zo ver dat het Popular Front for the Liberation of Palestine een aanslag op hem beraamde.
Als vakbondsvoorzitter nam de populariteit van Hawke snel toe. In 1972 werd er al gesuggereerd dat hij de overstap zou maken naar het parlement om daar een gooi te doen naar het leiderschap van zijn partij. Zijn reputatie als sterke drinker en vrouwenversierder legde hem echter beperkingen op, mede door problemen bij het thuisfront.
In 1973 trad  Hawke aan als voorzitter van de Labor-partij. Twee jaar later overwoog hij de overstap naar het parlement, maar zag daar van af. Daar kreeg hij snel spijt van. Nadat Labor de parlementsverkiezingen van 1975 van de Liberare Partij had verloren, bood Gough Whitlam hem aanvankelijk het leiderschap van de partij aan, alhoewel hij daar niet de bevoegdheid toe had. Uiteindelijk volgde Bill Hayden Whitlam op. Hawke bleef prominent aanwezig, mede door het voorkomen van een grote landelijke staking.

### Parlementslid
Hawke stortte in 1979 in. Deze schok gaf hem de kracht om succesvol de strijd aan te gaan met zijn alcoholverslaving. Daarin kreeg hij steun van zijn biograaf Blanche d'Alpuget met wie hij een relatie kreeg. 
Een eerste poging om gekozen te worden in het parlement mislukte in 1963. Daarna had Hawke de verschillende federale verkiezingen aan zich voorbij laten gaan. In 1980 stelde hij zich voor een tweede keer verkiesbaar en werd gekozen. Direct na zijn aantreden benoemde Hayden hem als minister van Industriële Relaties, Werkgelegenheid en Jeugdzaken in zijn schaduwkabinet. De positie van Hayden stond na de verloren verkiezingen van 1980 onder druk. Hij schreef in juli 1982 nieuwe verkiezingen uit voor het partijleiderschap. Hawke ging de uitdaging aan, maar verloor de verkiezing nipt. De stemming was echter niet genoeg om het vertrouwen in Hayden te herstellen. Opiniepeilingen wezen intussen uit dat Hawke in staat zou zijn Labor naar een verkiezingsoverwinning te leiden. Tussentijdse verkiezingen in het district Flinders verliepen slecht voor de Labor-partij en de druk op Hayden nam verder toe. Begin februari 1983 kondigde die zijn aftreden aan. Hawke volgde hem op.

### Premier van Australië
De liberale premier Malcolm Fraser schreef, op dezelfde dag dat Hawke aantrad als partijleider, nieuwe verkiezingen uit. Hij was nog niet op de hoogte van de partijleiderswissel van de grootste oppositiepartij en wilde Labor verrassen, zodat zij geen andere keus hadden dan de verkiezingen in te gaan met Hayden aan het hoofd. Fraser kwam bedrogen uit toen Labor  de verkiezingen met een verschil van 24 zetels won.
Hawke werd op 11 maart 1983 ingezworen als nieuwe premier. Hawke benoemde een kernkabinet bestaande uit 13 ministers. Daarmee wilde hij situaties voorkomen als onder het premierschap van Whitlam toen 27 ministers de kabinetszittingen bijwoonden. De nieuwe premier hield zich vooral bezig met het zoeken naar consensus en de presentatie van het beleid. De uitvoering liet hij meer over aan zijn minister van Financiën Paul Keating en minister van Industriële Zaken John Button.
De regering van Hawke maakte vergaande politieke beslissingen. Zo besloot zij af te stappen van de vaste waarde van de Australische dollar, besloot verschillende overheidsinstellingen te privatiseren en te stoppen met het subsidiëren van meerdere verliesgevende bedrijfstakken. Het belastingsysteem werd hervormd waarmee de winstbelasting voor bedrijven en een vermogensbelasting werd geïntroduceerd. Verder kwam er meer geld beschikbaar voor het onderwijs, waardoor studenten langer konden studeren.
Hawke liet zich geregeld kritisch uit over de Britse monarchie. Hij was er voorstander van dat Australië een staatshoofd zou krijgen dat Australisch was, al gaf hij aan voor de persoon van de Britse koningin veel respect te hebben.
Door verdeeldheid binnen de Liberale Partij had Hawke weinig te duchten van de oppositie. Hij won de verkiezingen van 1984 en 1987 makkelijk. Tussen hem en de basis van de Labor-partij waren de verhoudingen echter ook niet altijd goed. Hij kreeg van zijn eigen partijleden het verwijt te veel te luisteren naar de belangen van het bedrijfsleven. Toen hij in 1989 de zijde van de luchtvaartmaatschappijen koos tijdens een pilotenstaking, namen velen hem dat kwalijk. Ondanks de kritiek voerde zijn regering veel sociale hervormingen door. Er was sprake van een verdubbeling van het aantal opvangplaatsen voor kinderen, een forse stijging van de pensioenen en was zijn regering er vroeg bij met een campagne waarin zij waarschuwde voor de gevolgen van Aids.
Na zeven jaar minister van Financiën te zijn geweest kon Paul Keating zijn politieke ambitie niet makkelijk meer temperen. De economie was intussen in een crisis beland en de rentetarieven bereikten de dubbele cijfers. Velen twijfelden eraan of Hawke de parlementsverkiezingen van 1990 kon winnen. Deze was zelf overtuigd van wel en maakte met Keating de afspraak dat hij hem halverwege zijn volgende termijn als premier mocht opvolgen. Hawke won de verkiezingen inderdaad nipt. Toen Hawke halverwege 1991 nog geen indicatie had gegeven dat hij zou opstappen, hield Keating een zeer provocerende speech. Hawke liet weten dat hij terugkwam op zijn eerdere belofte van terugtreden en zette Keating uit zijn kabinet. Vervolgens daagde zijn voormalige minister van Financiën hem uit voor het partijleiderschap, maar verloor die verkiezingen. De positie van Hawke was wel ondergraven en dat werd hem uiteindelijk fataal. Toen Keating hem in december 1991 opnieuw uitdaagde, verloor Hawke de verkiezingen en moest terugtreden als premier. Twee maanden later verliet hij ook het parlement.

### Latere jaren
Nadat zijn politieke carrière beëindigd was, ging Hawke aan de slag in het zakenleven. Hij vervulde verschillende directeur- en adviseurfuncties. Binnen zijn partij hield hij zich op de achtergrond, omdat hij zijn opvolger niet voor de voeten wilde lopen. 
Hawke scheidde in 1995 van zijn vrouw Hazel Masterson, met wie hij drie kinderen had, omdat zij zijn open relatie met d'Alpuget niet langer tolereerde. Kort daarna trouwde hij met zijn minnares. 
Hij overleed op 89-jarige leeftijd.
- Bibliothèque nationale de France: cb12308871m (data)
- Gemeinsame Normdatei: 101479384X
- International Standard Name Identifier: 0000 0001 1480 0365
- Library of Congress Control Number: n81019695
- MusicBrainz: 439f9851-c380-4383-999d-edcdb271b143
- Bibliotheek van het Japanse parlement: 00620801
- Nationale bibliotheek van Australië: 35995459
- Nationale Bibliotheek van Israël: 987007262577605171
- Nederlandse Thesaurus van Auteursnamen: 147891809
- SNAC: w68c9vmx
- Système universitaire de documentation: 031970281
- Trove: 595990
- Virtual International Authority File: 110790256
- WorldCat: E39PBJqQtR8bCv7hrwcjJfGj4q